# Танага (литература)
Танага — в традиционной тагальской поэзии стихотворение (твёрдая форма), состоящее из четырёх семисложных строк. Танага обычно безымянны и приближаются по сфере употребления к пословицам, обычно они содержат метафору, называемую талингхага, и обобщённо описывают личный опыт через окружающие предметы.
Танага появилась в доколониальное время, тогда использовалась только одна схема рифмовки — AAAA, однако современные стихи-танага могут рифмоваться по схемам AABB, ABAB, ABBA, а более авангардные — и по схемам AAAB, BAAA, ABCD. Танага с точки зрения стихосложения близка к катрену, отличаясь от него только подсчётом слогов. Современные поэты, такие как Ликси, Федерико Эспино, использовали этот старинный жанр для выражения политических требований и комментирования действий власти. В 2003 году веке на Филиппинах при поддержке правительства прошёл конкурс по сочинению стихотворений в этом жанре. Участники отправляли танаги через SMS, в ходе конкурса было получено более 10 000 стихотворений.
| Историческая орфография                                                               | Современная орфография                                                                  | Перевод                                                            |
| ------------------------------------------------------------------------------------- | --------------------------------------------------------------------------------------- | ------------------------------------------------------------------ |
| Catitibay ca tolos Sacaling datnang agos! Aco, i momonting lomot Sa iyo, i popolopot. | Katitibay kang tulos Sakaling datnan ng agos! Ako’y mumunting lumot Sa iyo’y pupulupot. | Крепись, шест Если воды нахлынут Я буду как тина Оплету тебя всего |